# 紫頭鯨鸚哥魚
斑點鯨鸚嘴魚，為輻鰭魚綱鱸形目隆頭魚亞目鸚哥魚科的其中一種，分布於印度太平洋區，包括澳洲、馬達加斯加、吐瓦魯、東加、新喀里多尼亞、法屬玻里尼西亞等海域，本魚體延長且側扁，吻圓鈍，背側鱗片5-7枚、頰部鱗片3行，齒板之外表面有顆粒狀突起，體色在不同階段各有變化，初始階段，頭部呈紫色至紅棕色，腹側有細密的黑色斑點，身體背面有寬廣的淺黃色區域，下面呈藍灰色，鱗片邊緣有黑色斑點，背鰭棕紅色，尾其後部具白色新月形圖案；終極型雄性體綠色，鱗片邊緣呈粉紅色，頭部和身體前部有許多粉紅色小斑點，嘴角到胸基部和上腹部有橙色線紋，腹部帶有寬闊的粉紅色縱帶； 幼魚呈白色，頭部除口鼻和下巴外有一條寬闊的、深邊緣的橙色條帶，背鰭前面有一個大的、鑲橙色邊的黑點，尾鰭有一條寬闊的、邊緣下的橙色條帶，體長可達80公分，棲息在珊瑚礁海域，成群活動，由一隻雄魚和數尾雌魚組成，雄魚是由體型最大的雌魚性轉變而來，以礁石的藻類為食。

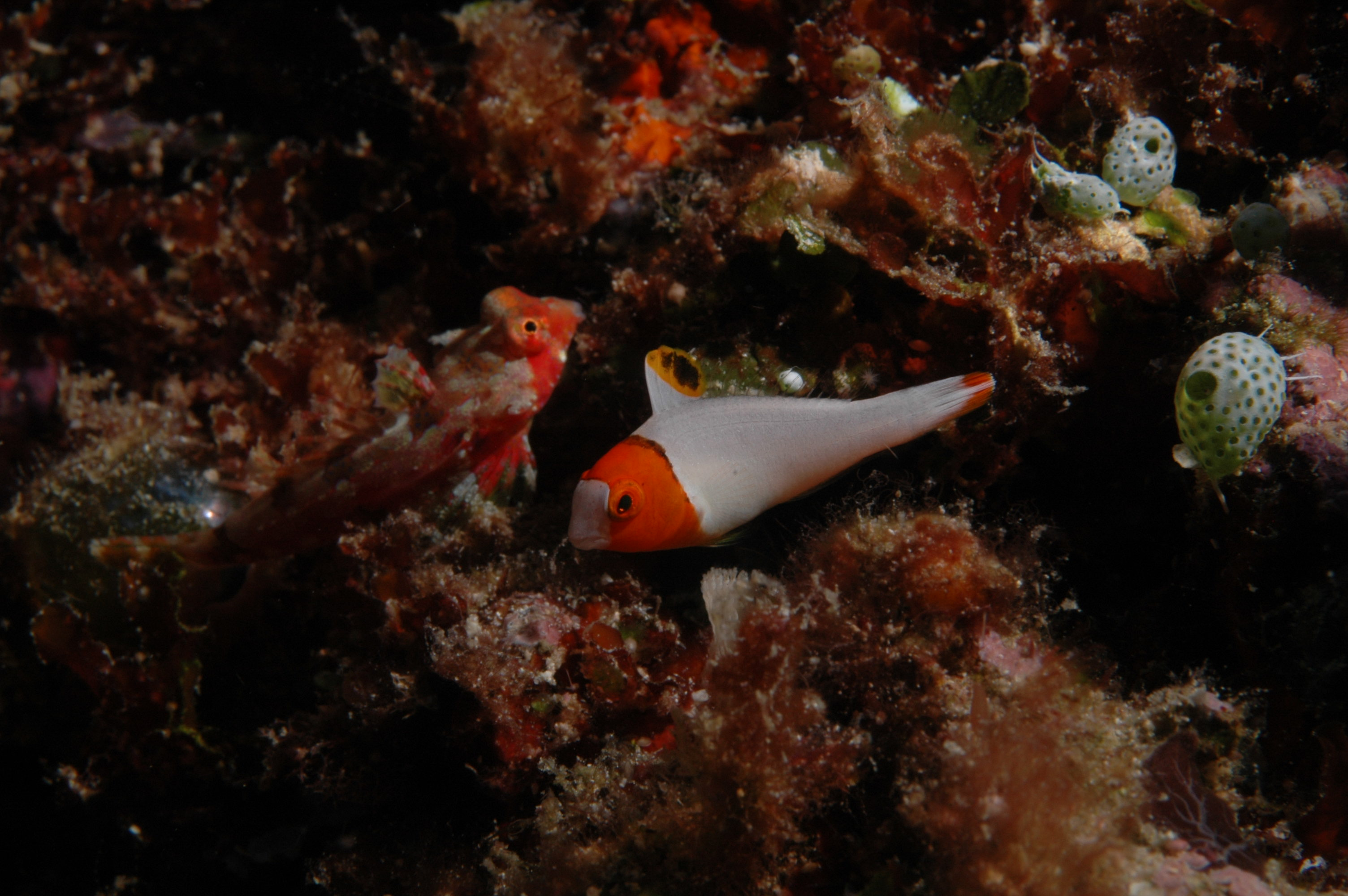
印尼蘇拉威西拍攝的稚魚
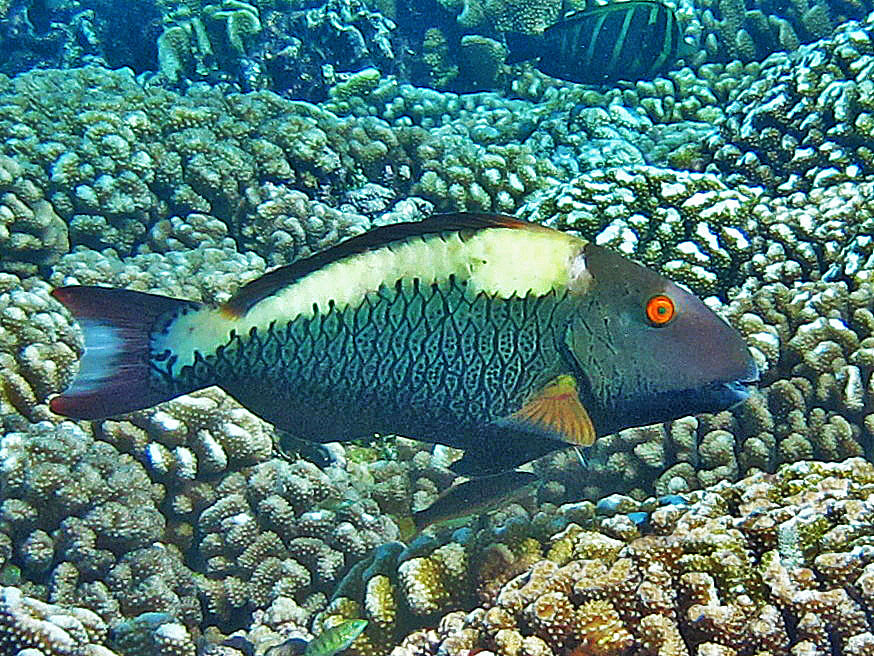
法屬玻里尼西亞拍攝的雌魚
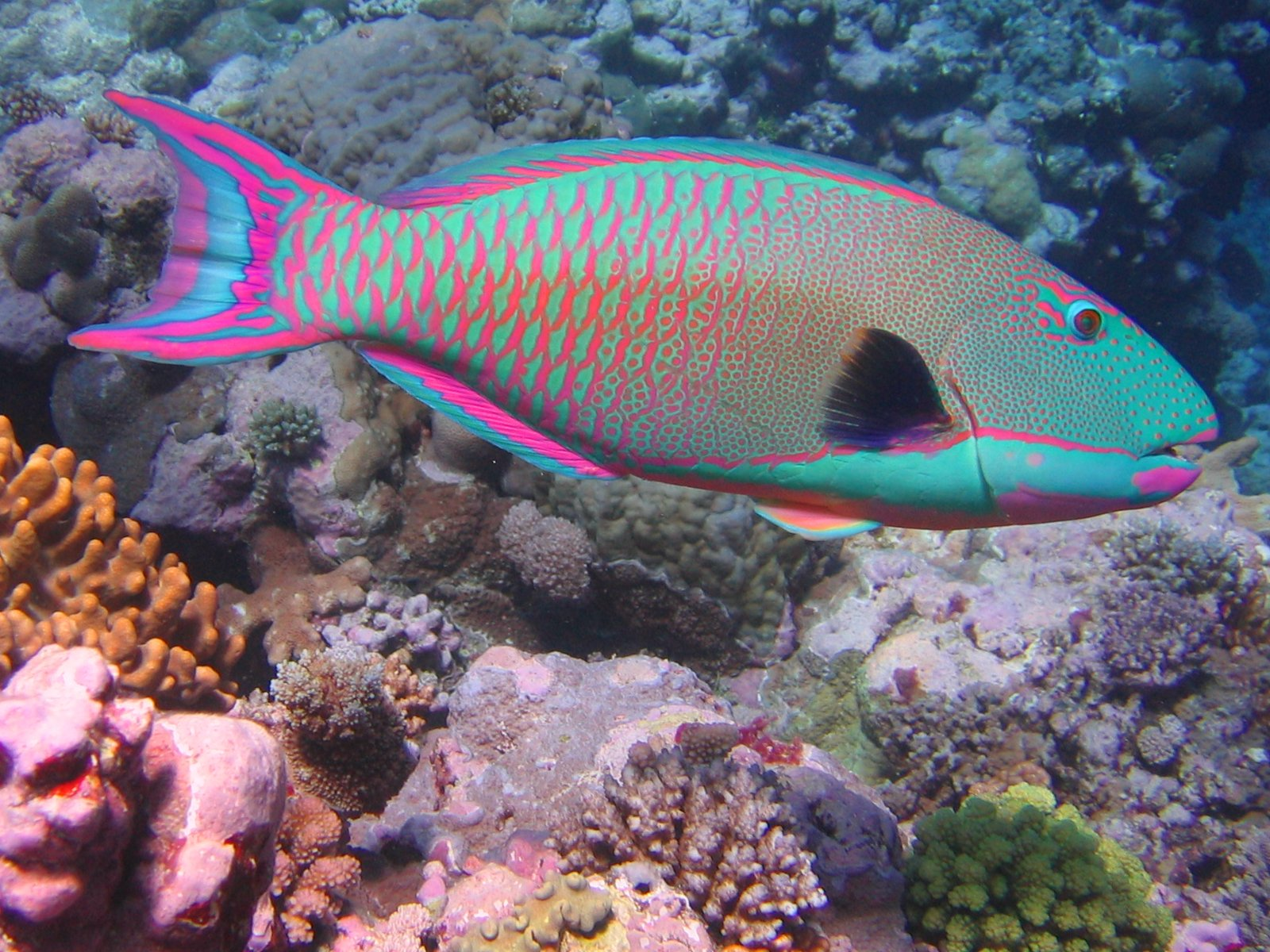
澳洲拍攝的終極型雄魚